# John Raitt
John Emmet Raitt (ur. 29 stycznia 1917 w Santa Ana, zm. 20 lutego 2005 w Pacific Palisades) – amerykański piosenkarz, aktor filmowy i telewizyjny. Posiada swoją gwiazdę na Hollywoodzkiej Alei Gwiazd.

## Filmografia

### Filmy
- 1940: Little Nellie Kelly jako Stażysta
- 1940: Flight Command jako zwierzę piekielne
- 1941: Billy the Kid jako barytone w 'Lazy Acres'
- 1941: H. M. Pulham, Esq. jako żołnierz
- 1942: Ship Ahoy jako Sailo
- 1942: Joe Smith, American jako Robotnik w fabryce samolotów
- 1942: Sunday Punch jako kłusak
- 1944: Minstrel Man jako piosenkarz
- 1957: Annie Get Your Gun (TV) jako Frank Butler
- 1957: Piknik w piżamach (The Pajama Game) jako Sid Sorokin

### Seriale TV
- 1950: Pulitzer Prize Playhouse jako Brom Broeck
- 1950: The Web
- 1953: General Electric Theater jako Charlie